# Ли Джон Хо
Ли Джон Хо (кор. 이종호, общепринятая латинская транскрипция — Lee Jongho; 24 февраля 1992) — полузащитник клуба «Чоннам Дрэгонз» и сборной Республики Корея, известный как «Кванъянский Руни».

## Карьера
Ли Джон Хо начал свою профессиональную карьеру в ФК «Чоннам Дрэгонз» с 2011 года. В 2014 году стал чемпионом Азиатских игр, проходивших в южнокорейском Инчхоне.